# 리태남
리태남(李泰南, 1938년 3월 26일 ~ )은 조선민주주의인민공화국의 정치인이다. 내각부총리로 있으며, 조선로동당 중앙위원회 정치국 후보 위원이다.

## 경력
1938년 일제강점기에 평안북도 염주군에서 태어났다. 평양기계대학에서 금속가공기사 자격을 받았다. 국탄광기계공장 직장장, 당중앙위원회 지도원과 부과장, 과장을 거쳐, 강선제강련합기업소 당책임비서, 남포시행정경제위원장, 황해제철련합기업소 당책임비서, 도당책임비서를 지냈다. 그리고 2010년 6월부터 내각부총리로 있다.
2010년 9월에 열린 조선로동당 대표회의에서 당중앙위원회 정치국 후보위원에 선임되었다.